# 庫利奇齊
49°30′18″N 23°16′45″E / 49.50500°N 23.27917°E
庫利奇齊（羅馬化：Kulchytsi）是烏克蘭西部利維夫州桑比爾區的村莊。該村處於德涅斯特河畔，面積25.4平方公里，海拔高度307米，2021年人口1,517。

## 外部鏈接
- Погода в с. Кульчиці （页面存档备份，存于）